# Panzerkampfwagen IX a Panzerkampfwagen X
Panzerkampfwagen IX a Panzerkampfwagen X byly siluety koncepčních výkresů supertěžkých tanků ve vydání německého druhoválečného armádního časopisu Signal. Tanky se nikdy nedostaly do výroby a ani nepodstoupily fázi prototypu.

## Děj
První návrhy těchto supertěžkých tanků se objevily v roce 1944 v národněsocialistickém časopise Signal. Návrhy měly čistě sloužit jen pro zvýšení morálky, dezinformace a pro zmátnutí či zastrašování spojenecké rozvědky. V realitě by už touhle dobou nebyly tanky možné vůbec vyrobit, kvůli logistickým a armádním problémům. Tanky se vážně začaly zvažovat až na posledních měsících Třetí Říše. I přes to, že ze začátku vůbec neměly tanky kdy existovat, byly zařazeny do skupiny Wunderwaffen (zázračné zbraně). 